# Edmond Jabès

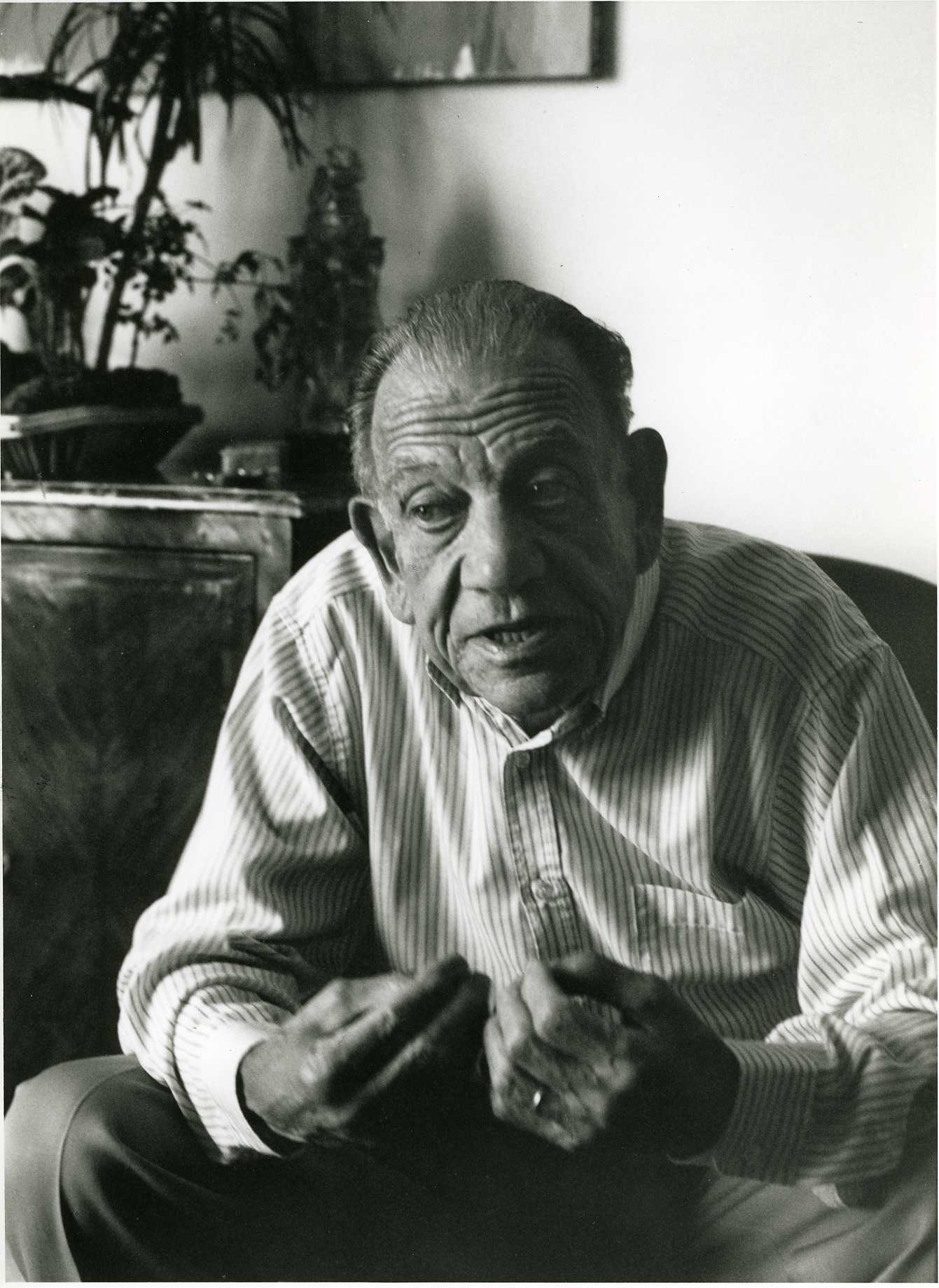
Edmond Jabès

Edmond Jabès (francês: [ʒabɛs]; em hebraico:  אדמון ז'אבס, em árabe: إدمون جابيس; Cairo, 16 de Abril de 1912 – Paris, 2 de Janeiro de 1991) foi um escritor e poeta judeu, e uma das figuras literárias mais conhecidas a escrever em francês depois da Segunda Guerra Mundial.

## Vida
Filho de uma família judaica, Edmond Jabès foi criado no Egito, onde recebeu uma educação francesa clássica. Quando, no Egito, a população judaica foi expulsa, Jabès mudou-se para Paris em 1956, cidade que ele tinha visitado uma primeira vez nos anos 1930. Aí ele retomou as suas amizades com os surrealistas, embora ele nunca tenha sido formalmente um membro desse grupo. Tornou-se cidadão francês em 1967, o mesmo ano em que recebeu a honra de ser um dos escritores franceses (ao lado de Sartre, Camus, e Lévi-Strauss) a apresentar os seus trabalhos na World Exposition em Montreal. Por outro lado, foi-lhe outorgado o Prix des Critiques em 1972 e uma designação como oficial na Legião de Honra em 1986. Em 1987, recebeu o Grande Prémio nacional de poesia francês (Grand Prix national de la poésie). Jabès morreu com 78 anos e a cerimónia de cremação ocorreu no cemitério de Père Lachaise.

## Obra
Jabès destacou-se sobretudo pelos seus livros de poesia, normalmente publicados em ciclos de vários volumes. A sua poesia apresenta, variadas vezes, referências ao misticismo judaico e à cabala.

### Traduções em português

#### Portugal
- A obscura palavra do deserto (antologia), seleção e tradução de Pedro Tamen, Editora Cotovia 1991, ISBN 978-972-9013-40-9[3]

#### Brasil
- Isso teve lugar / A memória das palavras, tradução de Antonio Eclair Almeida Filho e Amanda Mendes Casal, Lumme Editor
- Desejo de um começo, angústia de um só fim, tradução de Antonio Eclair Almeida Filho e Amanda Mendes Casal, Lumme Editor